# Ніколаус Брунс
Нікола́ус Брунс (нім. Nicolaus Bruhns; грудень 1665, Швабштедт, Шлезвіг — 29 березня 1697, Гузум, Шлезвіг) — німецький композитор, органіст і скрипаль епохи бароко, один з основних представників північнонімецької органної школи, учень Дітріха Букстегуде. Автор дванадцяти церковних кантат і чотирьох оригінальних органних композицій.
Походив з німецької родини музикантів. Спершу навчався у батька, а з 16 років у дядька в Любеку, де вперше продемонстрував свою майстерність гри на скрипці. Пізніше, завдяки рекомендаційному листу від Букстегуде, Ніколаус працював заступником органіста у Копенгагені, виступав на вечірніх концертах і при королівському дворі. Вже за життя він добився популярності. 1689 року, після смерті попередника, був одноголосно призначений органістом в Гузумі. Через кілька місяців йому запропонували посаду в Кілі, але він відмовився, коли влада Гузума підвищила йому платню. Передчасно помер від туберкульозу.
Прославився як музикант-віртуоз, відомий умінням грати на скрипці й педалях органа одночасно. Творчість Ніколауса Брунса залишила слід у розвитку органного мистецтва та стала орієнтиром для багатьох наступних музикантів.

## Біографія

### Ранні роки

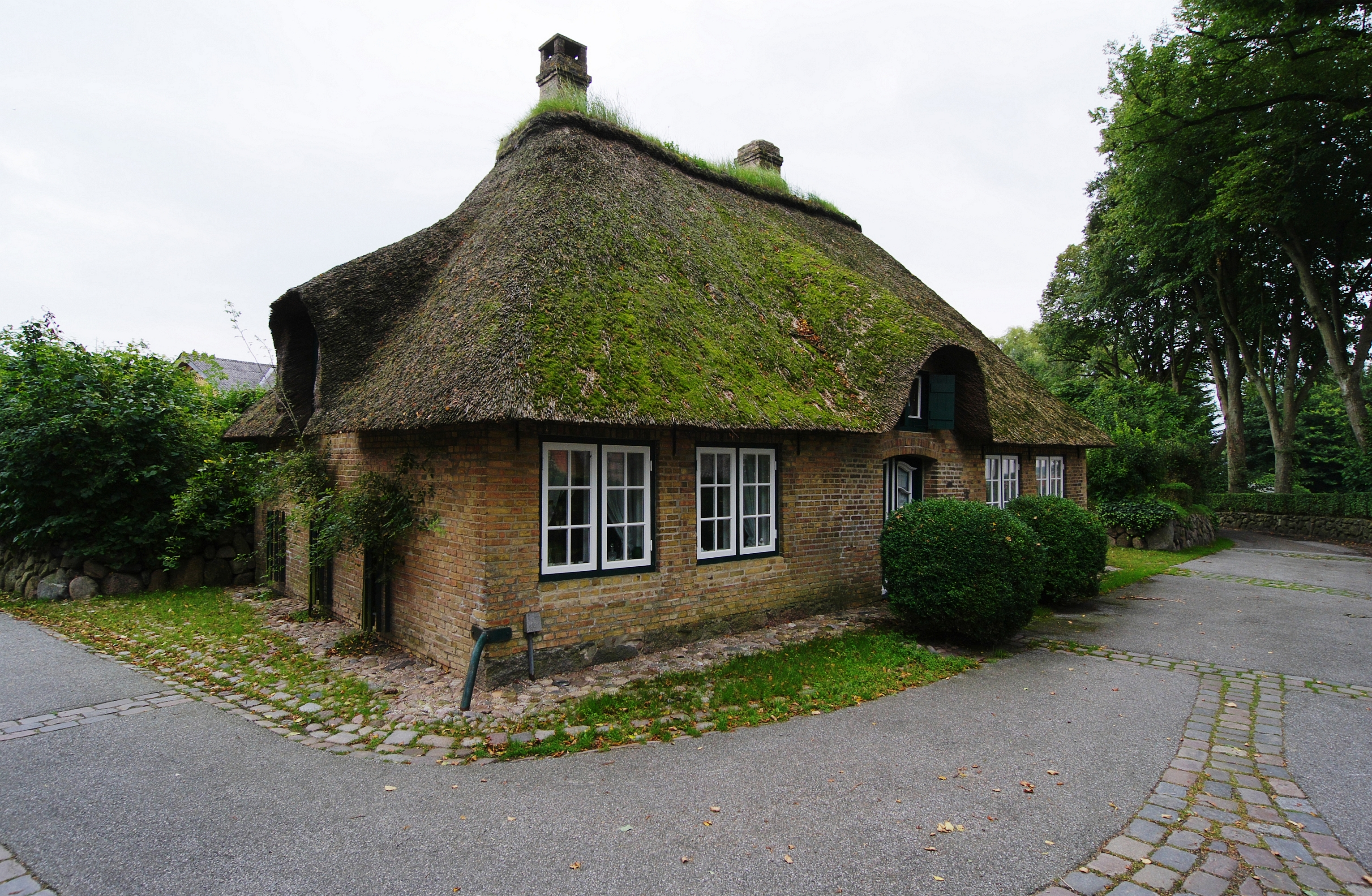
Родинний будинок Брунсів у Швабштедті

Брунс походив з родини музикантів герцогства Шлезвіг (нині територія Німеччини). Його дід Пауль був лютнистом і музичним майстром в каплиці герцога Готторпа Фрідріха III, дядько Фрідріх Ніколаус був керівником Гамбурзької музичної ради, а батько Пауль Брунс (можливо, учень Франца Тундера) був органістом у Швабштедті, де одружився з Клелією Волкмар, дочкою свого попередника.
Перші уроки музики Ніколаус отримав від батька. Хлопчик рано опанував гру на органі і складав «непогані» композиції для клавішних і голосу. Враження від сусіднього Гузума, ймовірно, також вплинули на юного музиканта. Ніколаус виявив достатньо таланту, щоб навчитися грі на скрипці та віолі у свого дядька Пітера, до якого вирушив у Любек в 16-річному віці. Брунс став наймолодшим представником скрипалів Любека, майстерність його гри була відома далеко за межами міста. Він також був улюбленим учнем Дітріха Букстегуде, у якого вивчав композицію і вдосконалював свою гру на органі. Букстегуде був найбільшим прикладом наслідування для Брунса.

### Копенгаген
Після навчання у Любеку, Брунс деякий час подорожував околицями у пошуках роботи. Завдяки рекомендаційному листу від Букстегуде, Ніколаус вирушив працювати заступником органіста у Копенгаген. Під час поїздки Ніколаусу допомагав Йоганн Герман Гессе, його майбутній шурин. Там він перебував кілька років, ймовірно, виступаючи на вечірніх концертах і при королівському дворі. В період з березня по вересень 1685 року Брунс був заарештований за нез'ясованих обставин. Після багатьох безуспішних спроб, за участі високопоставлених представників уряду, композитора нарешті вдалося звільнити. Детальна інформація про діяльність та перебування композитора в той період до наших днів не дійшла.

### Гузум
Після смерті старого органіста міської церкви Гузуму (вже не існує), в січні 1689 року міська рада вирішила запропонувати цю посаду Брунсу, який вже досяг певної популярності. Але ніхто не знав про його місце перебування, тому було прийняте рішення негайно розшукати музиканта. Це робилося з великим поспіхом, адже інші міста могли також бути зацікавлені в талановитому органісті. Навіть вночі гонець їхав у Швабштедт, щоб дізнатися адресу Ніколауса у батька чи брата. Після прослуховування 29 березня в Гузумі, він був прийнятий на посаду одноголосно, оскільки «ніхто в цьому місті раніше не чув подібної майстерності композиції та гри на всіх типах інструментів». Після призначення органістом, Брунс одружився з Анною Доротеєю Гессе, зведеною сестрою своєї тітки.

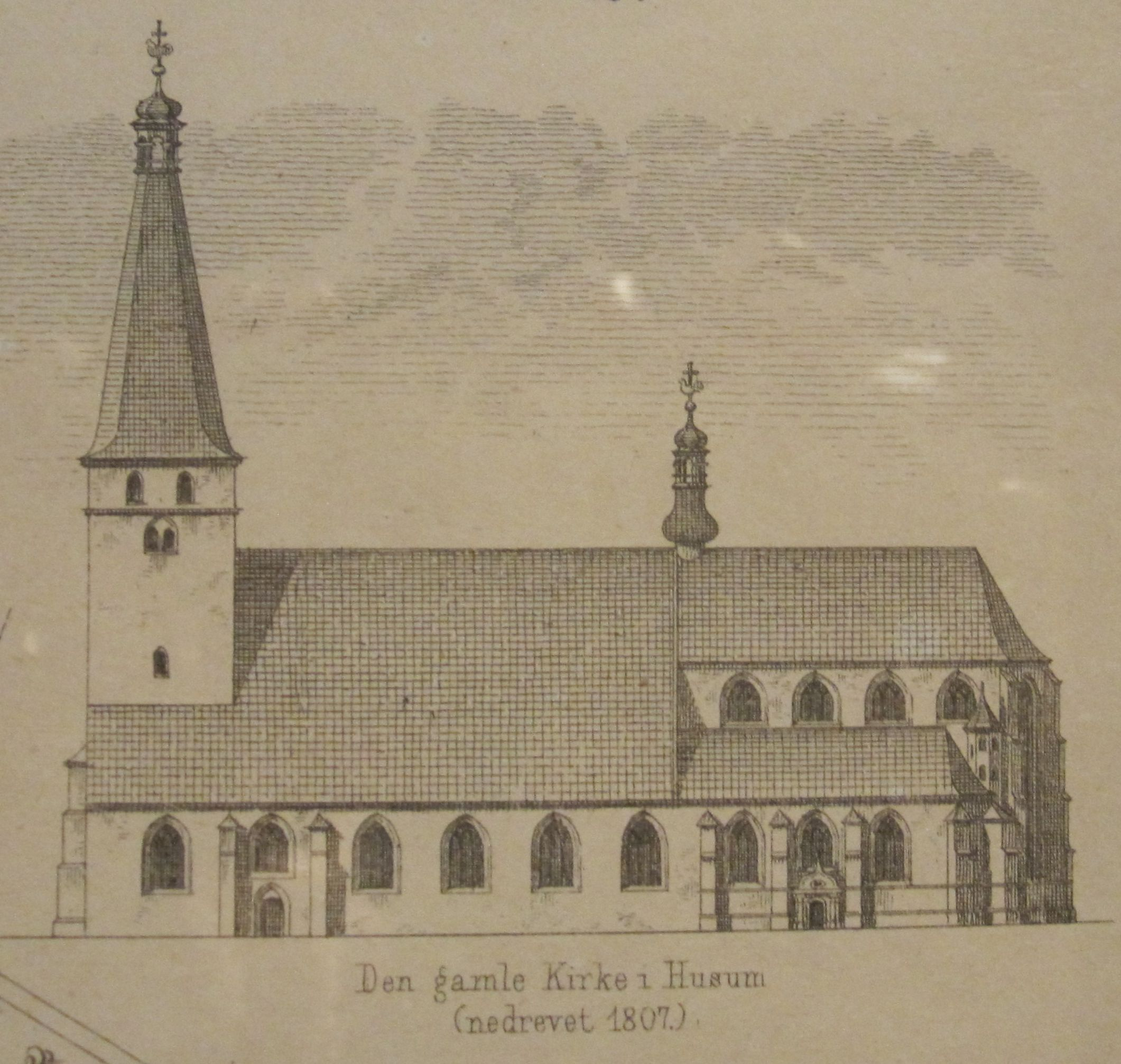
Церква в Гузумі, де Брунс працював з 1689 по 1697 рік

Через чотири місяці після призначення в Гузумі, міська рада Кіля запропонувала йому посаду в церкві Святого Миколая, що призвело до запеклої суперечки між двома містами. Брунс, охоплений інтригою, прибув у Кіль 29 липня цього ж року і пообіцяв розпочати роботу через два тижні. Після цього представники Гузуму пообіцяли Брунсу, як єдиному органісту, підвищення зарплати на 100 Талерів в рік за умови лишитися в місті. Композитор погодився і повернувся назад. Але після зміни депутатів 1691 року, Брунсу було відмовлено в надзвичайному підвищенні платні. Через це він подав позов до герцога Готторпа, який виграв. У своєму листі до міської ради герцог вказав, що Ніколаус терміново потребує гроші.
Крім органу, відновленого Готфрідом Фрічем в 1629 році, Брунс використовував церковний хор. Протягом двох років він працював з місцевим кантором, відомим своїм басовим голосом. Брунс жив у Гузумі до моменту своєї передчасної смерті у 31-річному віці. Згідно з церковними архівами міста, композитор помер від туберкульозу. У записах пастора з'являються такі слова: «усі шкодують, що такому першокласному майстру своєї професії та просто чудовому чоловіку не судилося жити довше». Похований 2 квітня 1697 року на місцевому цвинтарі. Нині місце його могили втрачене.
У Брунса було п'ятеро дітей, дві дівчинки померли в дитинстві. Трьох дітей взяв на опіку його шурин. Його єдиний син Йоганнес Паулюс вивчав богослов'я і був пастором монастирської церкви в Преці. У Ніколауса був брат Георг, який зайняв його місце органіста в Гузумі. Разом з Ніколаусом вимерла й історія сім'ї музикантів Брунсів.

## Творчість
Брунс був відомий далеко за межами Гузуму як віртуоз гри на органі та скрипці. Відомо, що він міг грати на скрипці й педалях органа одночасно. Є інформація, що він навіть співав у цей час, так що його гра звучала так, ніби грали кілька людей. Брунс був майстром гри на органі й мав доволі виразний стиль виконання та композиції, також він славився своєю технікою гри на скрипці, яка дозволяла йому грати стійкі акорди.
Усі відомі композиції Ніколауса Брунса були написані в період його перебування в Гузумі на посаді органіста з 1689 по 1697 рік. Для записування музики композитор використовував табулатуру. Як і в ситуації з більшістю північнонімецьких майстрів, жодного автографа праць Брунса не збереглося, тому доводиться використовувати окремі копії, зроблені значно пізніше. Через ранню смерть, до нас дійшли тільки чотири повних твори для органа (три прелюдії та хоральна фантазія) та дванадцять священних кантат. Він також писав камерну музику, але вона була втрачена.

### Органні твори
Органні твори Брунса демонструють характерні риси північнонімецького органного стилю: контраст прелюдії і фуги, арпеджіо, ехо і віртуозні пасажі з трелями. Кожна робота має складну та чітку структуру. Вражає смілива гармонія і хитромудрі ритми. Брунс вичерпав усі можливості Stylus phantasticus для створення емоційно насичених композицій. Швидкі прелюдії вимагають точності й висувають високі вимоги до виконавця.
Прелюдія мі мінор «Велика»
Ця прелюдія, безсумнівно, є найвідомішим і найбільш «іконічним» твором Брунса. Вона умовно складається з п'яти відокремлених частин: прелюдія — фуга — інтерлюдія — фуга — кода. Завдяки великій різноманітності ідей та форм Брунс доводить Stylus phantasticus до крайності.
Прелюдія складається зі швидкого епічного хроматичного вступу, який переплітається з подальшими коротшими частинами. Фуга починається хроматичною послідовністю нот, за якою слідує основна тема, що доповнюється другим голосом:
Після закінчення першої фуги слідує інтерлюдія зі зміною темпу та ритму. Після неї йде несподіваний уривок арпеджіо. Можливо, цю частину Брунс грав на скрипці акомпануючи собі на педалі. Далі йде невелика секція з послідовних акордів та частини адажіо, яка нарешті переходить у другу фугу 12/8 зі синкопованою основною темою:
Після другої фуги йде завершальна віртуозна кода, твір закінчується мажорним акордом у відповідній тональності.
Єдиним джерелом «Великої» Прелюдії мі мінор є табулатура зроблена органістом Й. К. Бахом (до 1708 р.).
Прелюдія мі мінор «Маленька»

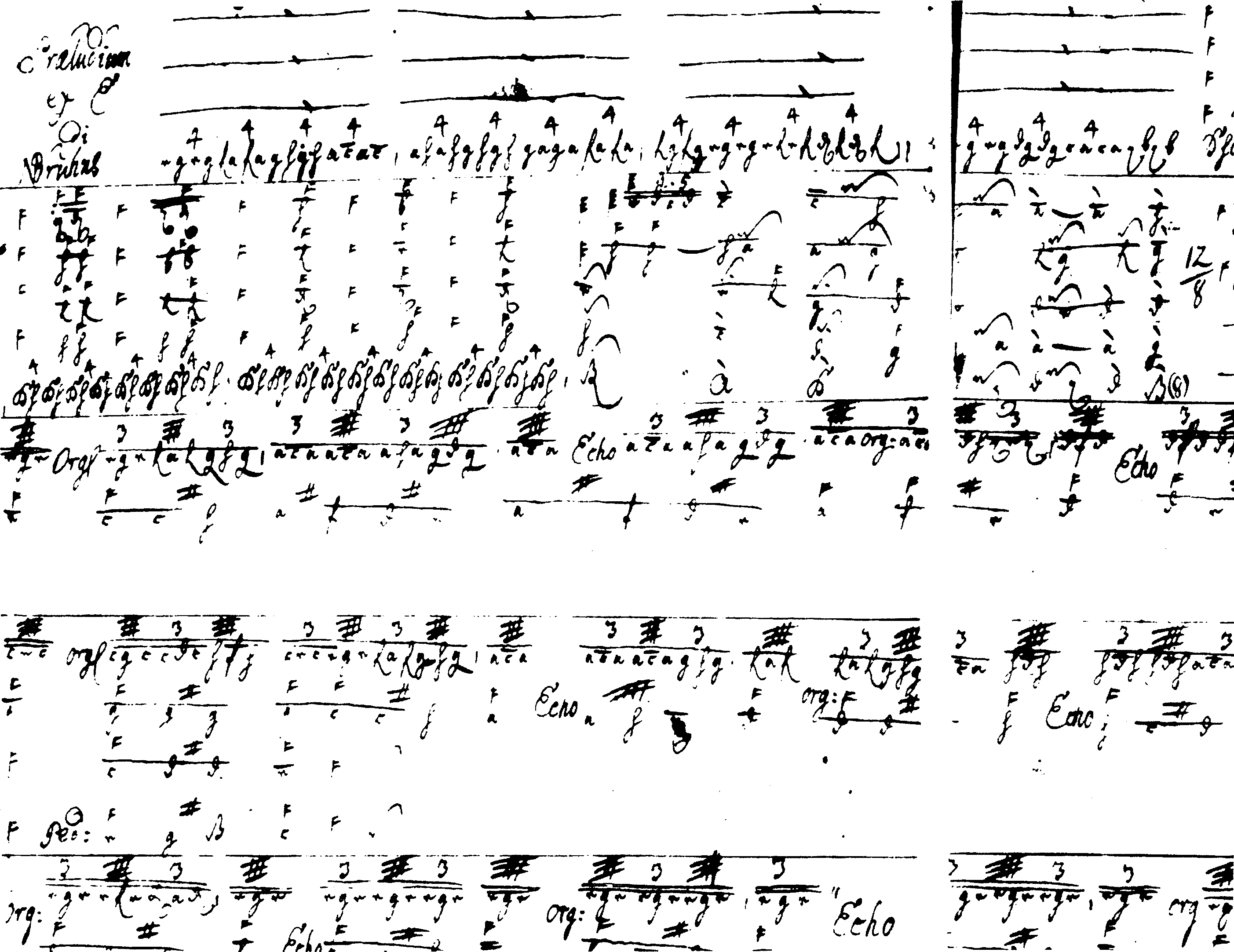
«Маленька» Прелюдія мі мінор, табулатура

«Маленька» Прелюдія мі мінор не така велика, як попередня, але така ж фрагментована за структурою. Після вступу, що складається зі швидкого педального соло з поетапним супроводом акордами, слідує відносно довгий розділ ехо та адажіо. Далі йде веселе фугато. Наступний розділ у темпі алегро завершують кілька тактів арпеджіо, які ведуть до фінальної частини.
Єдиним джерелом «Маленької» Прелюдії мі мінор є табулатура зроблена німецьким музикознавцем та органістом Генріхом Шмаглем у 1877 році.
Прелюдія соль мажор
Формально ця робота структурована подібно до інших прелюдій Брунса. Складається з п'яти частин: прелюдія – фуга – інтерлюдія – фуга – кода. Але на відміну від двох прелюдій мі мінор, цей твір, попри різні розділи, має внутрішню узгодженість та ретельно обдуману структуру.
Після швидкої прелюдії починається перша п'ятиголоса фуга, тема якої, подібно до Букстегуде, має повторювані ноти. Деякі уривки містять подвійну педаль і, отже, переходять у шість голосів (такти 58-62). Після інтерлюдії йде друга фуга, також п'ятиголоса. Віртуозна педальна кода нарешті підводить до закінчення.
Джерелами є кілька партитур у звичайній нотації та фрагмент (одна сторінка) табулатури написаної Й. К. Бахом.
Хоральна фантазія «Nun komm, der Heiden Heiland»
Гімн «Nun komm, der Heiden Heiland» (укр. «Прийди, язичників Спаситель») є лютеранським хоралом 1524 року зі словами, написаними Мартіном Лютером і опублікованим в Ерфурті в першій книзі лютеранських гімнів. Цей мотив використав Брунс у своїй хоральній фантазії з чотирьох частин. На початку мелодія з'являється в тенорі:
Один за одним альт і педаль переймають цей мотив. З часом додаються нові мелізми, що оздоблюють провідну теми з ехо та орнаментами в стилі партити. Частини передають різні настрої й рівномірно перетікають в останню секцію, котра закінчується відносно невиразно. Тональність — соль мінор.
Відомо різні джерела з 18 та 19 століття – вони відрізняються орнаментаціями, але усі записані у звичайній нотації.
Адажіо ре мажор
Цей короткий органний твір було знайдено в органній книзі Гузума (das Husumer Orgelbuch von 1758) і опубліковано 2001 року. Велику роль в творі грає басова педальна частина. Найімовірніше, ця композиція є фрагментом якоїсь втраченої прелюдії чи більшої композиції.

### Вокальні твори
У своїх кантатах Брунс об'єднав стилістичні елементи двох протилежних музичних жанрів, а саме концерту і мадригалу, який до цього часу переважно використовувався для світської музики. Деякі композиції вимагають більшої інструментальності, інші навпаки — більшої вокальної незалежності. Є також фугальні секції, в яких поєднуються інструментальна і вокальна партії. Це говорить про те, що Брунс розглядав голос і інструменти як єдине ціле. Однак інструментальні партії в кантатах є досить обмеженими — це, ймовірно, пов'язано з тим, що Брунс не мав можливості пройти навчання в цій області.
Вокальні твори Брунса можна умовно розділити на три категорії. Першу частину складають добре скомпоновані концерти, які є цілісною п'єсою і в незмінному вигляді містять тексти творів. Другу велику частину складають концерти з кількох частин, у них оригінальні тексти часто перефразуються. Брунс використовує такі прийоми, як ритурнелі, арії, дуети, тріо та хоровий спів. Також є один хоровий концерт, задуманий як лютеранський гімн.
Три сольні басові кантати були, ймовірно, написані для місцевого кантора Георга Фербера, відомим своїм басом, з яким Ніколаус працював у 1689–1691 роках. Композитор безпосередньо брав участь у виконанні своїх робіт. Можливо, Брунс самостійно виконував кантату «Mein Herz ist bereit» граючи на скрипці й акомпануючи собі на педалях органа одночасно. Інструментальне написання кантат свідчить про те, що композитор міг розраховувати на музикантів лише середнього класу. Здебільшого він використовував п'ятиструнний ансамбль з двома скрипками та віолами, а також фагот, віолончель чи орган для генерал-басу.

#### Скомпоновані концерти

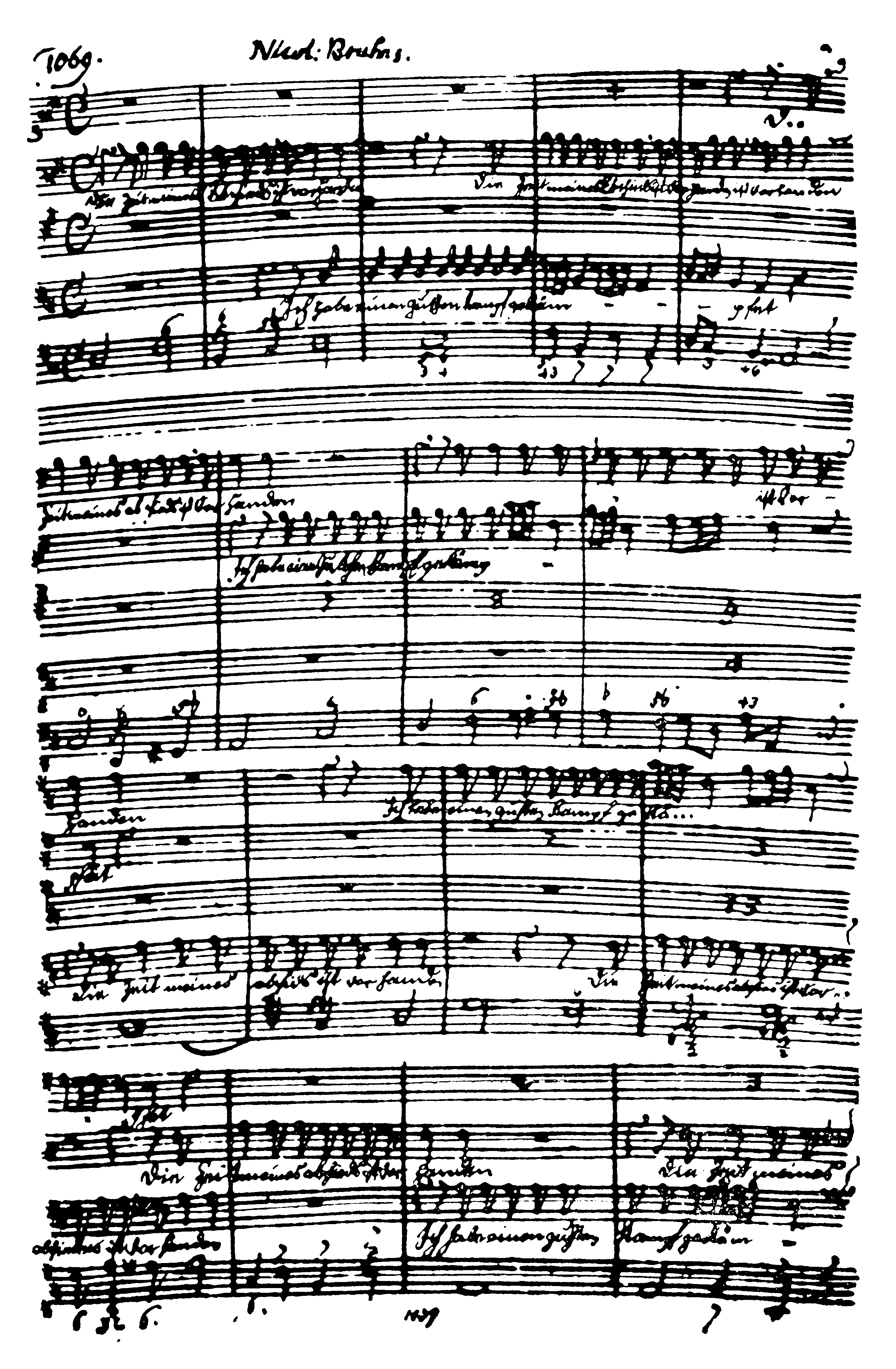
Партитура кантати «Die Zeit meines Abschieds ist vorhanden», перша сторінка

«Die Zeit meines Abschieds ist vorhanden» (укр. «Настав час мого прощання»)
Тональність: ре мажор
Чотириголосий хор (сопрано, альт, тенор, бас), струнні інструменти (дві скрипки, дві віоли) і генерал-бас.
Текст: 2 Тимофію 4:6–8 (Новий завіт)
Цей твір багато в чому подібний до традицій концертного мотету: кожна ідея в тексті реалізується самостійно з точки зору мотиву. Твір поділено на п'ять розділів, що переплітаються між собою. Композиція починається фугою з чотирьох частин, яка складається з теми «Die Zeit meines Abschieds ist vorhanden» і контртеми «Ich habe einen guten Kampf». Основна думка другого розділу тексту («Ich habe den Lauf vollendet»), підкреслюється акцентами на голосних і супроводжується струнними інструментами. Центральний розділ визначається поступовим хроматичним піднесенням, а також гармонічним завершенням. Останній розділ («Nicht mir aber allein») починається сопрано і альтом, які посилюються тенором і басом.
| Текст кантати «Die Zeit meines Abschieds ist vorhanden» |
| --- |
| Текст німецькою |
| Die Zeit meines Abschieds ist vorhanden. Ich habe einen guten Kampf gekämpfet. Ich habe den Lauf vollendet. Ich habe Glauben gehalten. Hinfort ist mir beigelegt die Krone der Gerechtigkeit, welche mir der Herr an jenem Tage der gerechte Richter geben wird. Nicht mir aber allein, sondern auch allen, die seine Erscheinung lieb haben. |

«Der Herr hat seinen Stuhl im Himmel bereitet» (укр. «Господь підготував свій трон на небесах»)
Тональність: ля мажор
Бас, струнні інструменти (дві скрипки, дві віоли) і генерал-бас (віолончель або фагот)
Текст: Псалом 103, вірші 19–22
Ця кантата умовно структурована як тричастинний концерт і містить численні фугальні секції. Після невеликої симфонії перший розділ твору відкриває сольний бас, якому акомпанує п'ятиголосий інструментальний ансамбль. Вірші 20–22 становлять основу твору. Завершує твір фугальна «Alleluja», в якій Брунс надає більше значення математично точній структурі, ніж простому музичному втіленню текстового матеріалу.
| Текст кантати «Der Herr hat seinen Stuhl im Himmel bereitet» |
| --- |
| Текст німецькою |
| Der Herr hat seinen Stuhl im Himmel bereitet, und sein Reich herrscht über alles. Lobet den Herren, ihr seine Engel, ihr starken Helden, die ihr seinen Befehl ausrichtet, daß man höre die Stimme seines Worts. Lobet den Herren, alle seine Heerscharen, seine Diener, die ihr seinen Willen tut! Lobet den Herren, alle seine Werke, an allen Orten seine Herrschaft! Lobe den Herren, meine Seele. Alleluja. |

«Jauchzet dem Herren, alle Welt» (укр. «Я буду співати до Тебе, о Господи»)
Тональність: сі-бемоль мажор
Тенор, дві скрипки та генерал-бас
Текст: Псалом 100
Ця кантата поділена на три великі частини. Перша містить струнні арії, які через швидкі послідовності нот висувають високі вимоги до тенора. Другий розділ («Geht zu seinen Toren») містить чотириголосу фугу, яка включає всі інструменти, зокрема співака, а також зміну темпу. Третя частина схожа на першу.
| Текст кантати «Jauchzet dem Herren, alle Welt» |
| --- |
| Текст німецькою |
| Jauchzet dem Herren alle Welt. Dienet dem Herren mit Freuden, kommt, für sein Angesicht mit Frohlocken. Erkennet, daß der Herre Gott ist! Er hat uns gemacht und nicht wir selbst zu seinem Volk und zu Schafen seiner Weide. Geht zu seinen Toren ein mit Danken, zu seinen Vorhöfen mit Loben. Danket ihm, lobet seinen Namen. Denn der Herr ist freundlich und seine Gnade währet ewig und seine Wahrheit für und für. Jauchzet dem Herren alle Welt. |

«De profundis» (укр. «З глибини я взиваю до Тебе, о Господи»)
Тональність: ля мінор
Бас, дві скрипки та генерал-бас
Текст: Псалом 129, вірші 1–8
Скоріше за все, Брунс написав цю віртуозну сольну кантату для Г. Фербера. Також це одна з двох відомих його композицій на латині. Партії баса та інструментів є подібними між собою, а скрипки чергуються, неодноразово виходячи на перший план.
Твір починається меланхолійною симфонією. Брунс намагається передати глибину кантати через протяжні арії басу, хроматичний спад та мінорну інтонацію. Центральна частина зображує віруючого у відчаї та сумнівах щодо порятунку, що передано нерішучим чергуванням повільних і швидших арій. Веселе прискорення темпу в останній частині («Et ipse redimet») відкидає будь-які сумніви і зрештою підводить до радісного «Amen».
| Текст кантати «De profundis» |
| --- |
| Текст латинською |
| De profundis clamavi ad te, Domine, Domine, exaudi vocem meam. Fiant aures tuae intendentes in vocem deprecationis meae. Si iniquitates observaveris, Domine, Domine, quis sustinebit? Quia apud te propitiatio est, et propter legem tuam sustinui te, Domine. Sustinuit anima mea in verbo ejus, speravit anima mea in Domino. A custodia matutina usque ad noctem, Speret Israel in Domino, Quia apud Dominum misericordia, et copiosa apud eum redemptio. Et ipse redimet Israel ex omnibus iniquitatibus eius. Amen. |

«Mein Herz ist bereit» (укр. «Моє серце готове»)
Тональність: соль мажор
Бас, скрипка та генерал-бас
Текст: Псалом 56, вірші 8–12 (німецький переклад «Paratum cor meum»)
Ця композиція дає уявлення про техніку гри Брунса. У прелюдії зокрема, використовується віртуозна гра на скрипці, в якій часто звучать дві та три струни одночасно. Кантата складається з п'яти умовних розділів і має складну структуру. Веселий та невимушений настрій досягається завдяки таким численним фігурам та прийомам, як, наприклад, мелодія «Wache auf, meine Ehre» та перехід між голосом та інструментами. Завершує твір радісна «Alleluja».
| Текст кантати «Mein Herz ist bereit» |
| --- |
| Текст німецькою |
| Mein Herz ist bereit, Gott, daß ich singe und lobe. Wache auf, meine Ehre, wache auf. Wohlauf, Psalter und Harfen wohlauf! Früh will ich aufwachen. Herr, ich will dir danken unter den Völkern, ich will dir lobsingen unter den Leuten. Denn deine Gnade reichet so weit der Himmel ist und deine Wahrheit, so weit die Wolken gehen, Erhebe dich, Gott, über den Himmel und deine Ehre über alle Welt. Alleluja. |

#### Концерти з кількох частин
«Wohl dem, der den Herren fürchtet» (укр. «Блажен кожен, хто боїться Господа»)
Тональність: ре мінор
Два сопрано, бас, струнні інструменти (дві скрипки, дві віоли) та генерал-бас
Текст: Псалом 127
Ця кантата складається з чотирьох секцій. За хоровим вступом йде друга частина («Dein Weib wird sein»), призначена суто для сопрано. Третя частина («Siehe, also wird gesegnet der Mann») написана відповідно для басу. Нарешті, четверта і остання дія («Der Herr wird dich segnen aus Zion») складається з чергування голосів і підводить до завершального «Amen».
| Текст кантати «Wohl dem, der den Herren fürchtet» |
| --- |
| Текст німецькою |
| Wohl dem, der den Herren fürchtet und auf seinen Wegen gehet. Du wirst dich nähren deiner Hände Arbeit; wohl dir, du hast es gut. Dein Weib wird sein wie ein fruchtbarer Weinstock um dein Haus herum, und deine Kinder wie Ölzweige um deinen Tisch herum. Siehe also wird gesegnet der Mann, der den Herren fürchtet. Der Herr wird dich segnen aus Zion, daß du siehest deine Kinder und deiner Kinder Kinder Friede über Israel. Amen. |

«Paratum cor meum» (укр. «Моє серце готове»)
Тональність: сі-бемоль мажор
Два тенори, бас, струнні інструменти (дві скрипки, дві віоли) та генерал-бас
Текст: Псалом 56, вірші 8–12 (версія на латині)
Цей концерт складається зі вступної алілуї та трьох розділів. Перша (вірші 8–9) і остання (вірш 12) частини триголосі з інструментальним ансамблем. Сольний середній розділ, оснований на решті віршів, складається з речитативу та арії для першого тенора та двох арій для другого тенора.

| Текст кантати «Paratum cor meum» |
| --- |
| Латинський текст |
| Alleluja! Paratum cor meum, Deus. Cantabo et psallam in gloria mea. Exsurge, gloria mea. Exsurge, psalterium et cithara; exsurgam diluculo. Confitebor tibi in populis, Domine, et psallam tibi in natibus. Quia magna est sub coelo misericordia tua, et usque ad nubes veritas tua. Exaltare super coelos, Deus, et super omnem terram gloria tua. |

«Ich liege und schlafe» (укр. «Я лежу і сплю у спокої»)
Тональність: до мінор
Чотириголосий хор (сопрано, альт, тенор, бас), струнні інструменти (дві скрипки, дві віоли) та генерал-бас
Текст початкової та завершальної частини: Псалом 4, вірш 9; Середня частина: «Ich hab Gott Lob das Mein vollbracht» (Георг Вернер)
Згідно з партитурою, кантата написана в «трагічній» тональності до мінор. Коротка симфонія передує вступу голосів. Друга частина — сольна арія для сопрано. Далі слідує ритурнель і дует тенора та альта («In Jesu Namen»). За другою, повторною ритурнеллю йде сольна арія для басу в традиції Букстегуде. Завершується твір репризою першої частини. Гостра музична тема роздумів про смерть, яку деякі музикознавці називають «містичною», надає цій кантаті особливого відтінку.
Також існує версія на текст «Ich habe Lust abzuscheiden», але ймовірніше вона була написана вже після смерті Брунса невідомим автором.
| Текст кантати «Ich liege und schlafe» |
| --- |
| Текст німецькою |
| Ich liege und schlafe ganz mit Frieden, denn du allein, Herr, hilfest mir, daß ich sicher wohne. Ich hab, Gottlob, das mein vollbracht, Welt, gute Nacht, wir müssen uns nun scheiden. In Jesu Namen sanft und still ich wandern will zur Seligkeit mi Frieden. In dieser Welt war mir bestellt nur Angst und Not, zuletzt der Tod, jetz endet sich mein Leiden. In Jesu Namen schlaf ich ein, er führt allein mich aus dem Tod ins Leben. Am Kreuzesstamm vergossnes Blut kommt mir zu gut, macht fröhlich mich daneben; der edle Saft gibt rechte Kraft, stärkt mir mein Herz im Todesschmerz, kann Freud und Wonne geben. In Jesu Namen fahr ich hin, denn mein Gewinn ist Christus, wenn ich sterbe. Ich weiß, daß er mich nicht verläßt, und glaube fest: im Tod ich nicht verderbe. Mir ist bereit in Ewigkeit von Gottes Sohn die Ehrenkron’, das rechte Himmelserbe. Ich liege und schlafe ganz mit Frieden, denn du allein, Herr, hilfest mir, daß ich sicher wohne. |

«Muss nicht der Mensch» (укр. «Хіба люди мають сваритися?»)
Тональність: до мажор
Чотириголосий хор (сопрано, альт, тенор, бас), струнні інструменти (дві скрипки, дві віоли), дві труби та генерал-бас
Текст: Перефразування тексту з Книги Йова, Розділ 7, частина 1
Ця кантата, можливо, є раннім твором, написаним під керівництвом Букстегуде, в якому Брунс намагався наслідувати стиль «вечірньої музики» свого вчителя. Він починається увертюрою, в якій труби та струнні йдуть один за одним і чергуються між собою. За ними слідують три строфи, всі з яких закінчуються хоралами на швидку тему «Da gibt es schon auf allen Seiten». Друга частина кантати складається з партії для баса і тенора, що, нарешті, переходить до останньої переможної строфи «Triumph, der Kampf ist gekämpfet».

| Текст кантати «Muss nicht der Mensch» |
| --- |
| Текст німецькою |
| Muß nicht der Mensch auf dieser Erden in stetem Streite sein? Ja wenn wir nur geboren werden, da find’ sich Furcht und Pein. Da gibt es schon auf allen Seiten zu kämpfen und zu streiten. Sind wir gelangt zu unseren Jahren, da geht die Unruh an, da müssen wir alsdann erfahren, was die Begierde kann. Dann gibt es auch auf allen Seiten zu kämpfen und zu streiten. Läuft unser Lebenslauf zu Ende, o weh, da findet sich Welt, Satan, Sünd und Tod behende, die sind uns hinderlich, die machen uns auf allen Seiten zu kämpfen und zu streiten. Doch wer sich tapfer hält, behält das Feld, und überkommt zum Lohne den Kranz der Ewigkeit, die wunderschöne Krone, die unser Siegesfürst den Kämpfern selbst bereit’. Drum so lasset uns mit Haufen, auf den rauhen Kampfplatz laufen, daß wir bis ans Ende kämpfen und die stolzen Feinde dämpfen. Ach, aber ach! wir sind ja viel zu schwach, des Geistes Schwert zu führen, drum steh’ uns bei, du starker Held, der du bezwungen hast Tod, Sünde, Höll’ und Welt, sonst müssen wir verlieren. Du mußt uns und unsern Waffen, selber Glück und Sieg verschaffen. Ja, du mußt uns helfen ringen, bis wir fröhlich können singen. Triumph! Der Kampf ist gekämpfet, die Feinde gedämpfet, der Lauf ist vollendet, weil alles zu unserm Vergnügen sich endet. Triumph! |

«O werter heil'ger Geist» (укр. «О дорогий Святий духу»)
Тональність: до мажор
Чотириголосий хор (сопрано, альт, тенор, бас), струнні інструменти (дві скрипки, дві віоли), дві труби та генерал-бас
Текст: Перефразування пісні Мартіна Лютера «Прийди, Святий духу»
Текст і зрілий стиль цієї кантати дають змогу припустити, що вона була написана в 1691 році для інавгурації нового проповідника. Перша частина складається з ритурнелі до мажор за якою слідує текст у виконанні басу. Три наступні частини складаються з партій солістів, які час від часу перериваються початковою ритурнеллю і завершуються заключним хоровим співом.
| Текст кантати «O werter heil'ger Geist» |
| --- |
| Текст німецькою |
| O werter heil'ger Geist! von dessen Kraft sonst alles heilig heißt, komm, heil'ge meinen Mund, damit ich dir zu Ehren was gutes lasse hören, komm, lege selbst den Grund. Die sündliche Schwachheit, die muß sich verlieren, sobald du wirst Lippen und Zunge berühren. Dein unvergleichlich Licht, das überall durch finstre Wolken bricht, erleuchte den Verstand, der Blindheit zu verwehren, du wirst auch alles lehren, was mir ist unbekannt. Du Flamme der Fackel, hell leuchtend Licht brenne, damit ich den Vater und Christum erkenne. Entzünd’ in meiner Brust, zu Gottes Wort inbrünst'ge Lieb und Lust, hilf, daß ich alle Zeit an Jesu mich ergötze, ihn über alles schätze, zu lieben sei bereit. Du Feuer der Liebe, vermehre die Flammen, damit wir als Liebende wohnen beisammen. Wenn mein Gewissen zagt, erinn're mich, was Jesus hat gesagt, so wird der Fürst der Welt, trotz allen meinen Sünden, kein Heil an mir nicht finden, weil Gott nun Friede hält. Gib, freudiger Helfer, den göttlichen Willen in allen mit Freudigkeit recht zu erfüllen. O werter heil'ger Geist, der du allein der beste Tröster heißt. Du wirst in aller Not mir Fried und Freud erwecken, so darf mich nicht erschrecken, die Sünde, Teufel, Tod. Ich werde des himmlischen Trösters genießen und endlich mit Freuden mein Leben beschließen. |

«Hemmt eure Tränenflut» (укр. «Спиніть свої сльози»)
Тональність: ля мінор
Чотириголосий хор (сопрано, альт, тенор, бас), струнні інструменти (дві скрипки, дві віоли) та генерал-бас
Текст: джерело невідоме
Це, можливо, остання робота майстра присвячена святкуванню Великодня. Короткий інструментальний вступ передує арії сопрано, до якої пізніше приєднуються усі співаки. Далі йде арія альту та ритурнель, яку перехоплює соло тенору. За другою, повторною ритурнеллю йде традиційна партія для басу. У цій кантаті герой переживає різні почуття та настрої, після багатьох роздумів він готується до смерті, розуміючи, що на нього чекає вічне життя. Закінчується твір фугальним «Amen» на мелодію хоралу «Christ lag in Todesbanden».
Музикознавці називають дану роботу однією з найкращих композицій північнонімецького бароко. Кантата побудована з великою художньою майстерністю не лише в музичному, а й в драматургічному аспекті.
| Текст кантати «Hemmt eure Tränenflut» | Текст кантати «Hemmt eure Tränenflut» |
| --- | --- |
| Текст німецькою | Текст українською |
| Hemmt eure Tränenflut und trocknet ab die nassen Wangen, die ihr bei Jesu seid zu Grabe mitgegangen, der heutge Tag ist unvergleichlich gut. Das Grab ist leer, die Leich ist nicht vorhanden, der Herr ist ganz gewiß von Toten auferstanden. Nun hat es keine Not! Die Feinde sind all überwunden. Der große Siegesfürst, der führt mit sich gebunden und träget schon die Sünde, Teufel, Tod. Nun höret auf ihr Drohen, Wüten, Morden, weil Jesus hat gesiegt, ist ewger Friede worden. Der Stein war allzu groß. Die Zentnerlast der schweren Sünden, die drückt und ließe mich gar nirgends Ruhe finden. Gott sei gedankt, nun bin ich solcher los, weil Jesus lebt, so lagern sich die Schmerzen, der allzu große Stein ist abgewälzt vom Herzen. Die Christi Grab bewacht sind weg und haben sich verkrochen, der starke Simson hat die Tor entzweigebrochen und trägt sie fort bei finstrer Mitternacht. So wird er auch, wie er mir hat verheißen, mich noch mit starker Hand aus allen Nöten reißen. Verlaß ich gleich die Welt, mir grauet nicht für meinem Grabe, weil ich dies Leben selbst im Tode bei mir habe und Engel sich im Grab zu mir gesellt. Von Mund auf soll die Seel’ zum Himmel gehen, der Leib wird auch gewiß von Toten auferstehen. Amen. | Спиніть свої сльози і витріть обличчя, Сьогодні я був на могилі Христа. Не треба вже плакати, сталося диво: Немає там тіла, гробниця пуста. Радіймо! Із мертвих воскреснув Господь, І всіх ворогів Він зуміє здолати! Поборить незгоди та зло на землі – І буде на світі лиш мир панувати! Носив я на серці камінь важкий, Страждання у спокої жить не давали. Та чудо звершилось — Син Божий воскрес, І ношу нестерпну з душі ніби зняло. Втекли, пощезали усі, хто стояв У латах на вході в печеру з труною! Ворота розбиті, повержена смерть, Самсон доможе міцною рукою! Покину цей світ я без страху і болю – Чекаю по смерті на вічне життя. Як море вирує й виходить за берег, Так тліннеє тіло полишить душа… Амінь. (приблизний переклад Каюка Ярослава) |

#### Хоровий концерт
«Erstanden ist der heilige Christ» (укр. «Христос сьогодні воскрес»)
Тональність: соль мажор
Два тенори, дві скрипки та генерал-бас
Хоральна кантата на основі латинського розспіву «Surrexit Christus hodie» з XIV століття, який був опублікований Міхаелем Вайсе в «Книзі Гімнів» в 1531 році. Відкриває твір жвава симфонія, після якої йде дует тенорів. Неодноразово використовується алілуя, яка і завершує концерт.
| Текст кантати «Erstanden ist der heilige Christ» |
| --- |
| Текст німецькою |
| Erstanden ist der heilige Geist, alleluja, der aller Welt ein Heiland ist, alleluja. Und wär er nicht erstanden, alleluja, so wär die Welt vergangen, alleluja, und seit daß er entstanden ist, alleluja, so loben wir den Herren Christ, alleluja. |

### Помилково приписувані твори
Прелюдія соль мінор, подібна за довжиною до «Маленької» Прелюдії мі мінор, була опублікована в 1968 році. У прелюдії використовуються швидкі пасажі, які чергуються з педальними соло. Коротке адажіо, що завершує прелюдію, підводить до жвавої фуги. Певний час цю роботу приписували Ніколаусу Брунсу, проте за детальнішими дослідженнями ця композиція є роботою Арнольда Маттіаса Брункгорста. У єдиному джерелі автор згадується як «Mons: Prunth». Ознакою неавтентичності є досить проста структура композиції порівняно з рештою органних творів Брунса.
Музикознавець Роберт Айтнер спершу приписав кантату «Wie lieblich sind deine Wohnungen» та мадригал «Satanas und sein Getümmel» Ніколаусу Брунсу, але пізніше справжнім автором було виявлено його дядька Фрідріха Ніколауса, який працював музикантом Гамбурзької ради. Причиною стали стилістичні особливості творів.

## Вплив на музику
Неможливо точно сказати, чи вплинула діяльність Ніколауса Брунса безпосередньо на більш пізню музику бароко. Можливо творчість Брунса вплинула на Йоганна Себастьяна Баха. Відомо, що в листі Йогану Ніколаусу Форкелю, написаному Карлом Філіпом Емануелем Бахом в 1775 році, говориться, що його батько «любив органні твори кількох північнонімецьких композиторів, включаючи Брунса, а також декількох французів». Деякі з ранніх робіт Баха містять мотиви, схожі на мотиви Брунса. Однак, оскільки вони були широко поширені в той час, не можна встановити переконливий зв'язок між творами двох музикантів. Проте, музикознавці не виключають вплив Брунса на стиль кантат Баха.
Твори Брунса мають широке визнання і виконуюються у всьому світі. Існує безліч записів та інтерпретацій його композицій.

## Оцінка життя та творчості
Німецький музикознавець Мартін Ґек описував Брунса так:
|  | Композитор з пристрастю художника, котрий не просто стоїть над своєю роботою, а поглинений нею. Оригінальний текст (нім.) Einen Komponisten mit der Leidenschaft eines Künstlers, der nicht über seinem Werk steht, sondern in ihm aufgeht. |

Ернст Людвіг Гербер у своїй праці «Neues historisch-biographisches Lexikon der Tonkünstler» висловився про музиканта так:
|  | Він досягнув такої майстерності, що кожен, хто тільки чув і зустрічав його, захоплювався ним і цінував його. Оригінальний текст (нім.) Erwarb er eine solche Fähigkeit, dass ihn jeder, wer ihn nur hörte und kennen lernte, bewundern und schätzen musste. |

## Дослідження біографії
Основні відомі біографічні відомості про Ніколауса Брунса дійшли до нас з праць таких музикознавців як Йоганн Маттезон та Ернст Людвіг Гербер і записів пастора Мельхіора Крафта. Вони датуються першою половиною 18 століття.
Вперше сучасне дослідження біографії Брунса відбулося у 1930-х роках. Тоді з творів були відомі лише чотири органні прелюдії та одна сольна кантата для басу. 1939 року німецький музикознавець Фріц Штайн опублікував перше повне видання творів під назвою «Nicolaus Bruhns, Gesamtausgabe der Werke», проте тоді збірка містила багато недоліків. Новіші видання творів уже виправили будь-які помилки, які могли виникнути під час транскрипції. Книга «Nicolaus Bruhns — Leben und Werk», опублікована в 1968 році Мартіном Ґеком, вмістила в собі основні біографічні дані про композитора.

## Вшанування пам'яті
Гузум був резиденцією нині ліквідованого товариства Ніколауса Брунса (Nicolaus-Bruhns-Gesellschaft), яке було засновано в 1947 році. Спільнота мала власний хор з оркестром і провела понад 100 музичних заходів з творами Брунса та інших композиторів. В липні 2015 року у Швабштедті та Гузумі відзначили 350-річчя композитора, було проведено кілька концертів та виставка. 2018 року в Гузумі засновано камерний хор ім. Ніколауса Брунса (Nicolaus-Bruhns-Chor Husum).
Астероїд 5127 Брунс, відкритий 4 лютого 1989 року, носить його ім'я з липня 1992 року.
На честь композитора названо вулицю в Швабштедті.